# Andra anglo-burmesiska kriget
Andra anglo-burmesiska kriget (burmesiska: ဒုတိယ အင်္ဂလိပ် မြန်မာ စစ်) mellan 1852 och 1853 var ett brittiskt erövringskrig mot Burma. Syftet var att säkra östflanken för det brittiska väldet i Indien. Fortsatta angrepp mot britter i Burmas huvudstad Ava föranledde ett nytt brittiskt fälttåg. En expeditionskår under general Godwin erövrade den 12 april 1852 Rangoon. Britterna erövrade den gamla kungastaden Pegu 1853. En palatsrevolution i Ava störtade den brittiskfientlige Pagan Min och förde istället upp Mindon Min på tronen. Han anses som en av Burmas dugligaste kungar, och genast försökte denne skapa ett gott förhållande till det brittiska väldet i Indien. Freden kom utan att något fördrag undertecknades. Den 20 januari 1853 tvingades Burma avstå den södra delen med städerna Rangoon och Pegu. Därmed blev Burma en inlandsstat utan förbindelse med Indiska oceanen.